# Dr. Robotnik's Mean Bean Machine
Dr. Robotnik's Mean Bean Machine utkom 1993 och är ett spel till bland annat Sega Mega Drive. Spelet påminner om Tetris/Dr. Mario i Sonic the Hedgehog-version.